# Alto (Texas)
Alto è una città della contea di Cherokee, Texas, Stati Uniti. Al censimento del 2010, la popolazione era di 1 225 abitanti. Alto è il comune più vicino al Caddo Mounds, un sito archeologico risalente all'800 d.C., con un villaggio preistorico e un centro cerimoniale.

## Geografia fisica
Secondo lo United States Census Bureau, ha un'area totale di 1,7 mi² (4,40 km²).

## Società

### Evoluzione demografica
Secondo il censimento del 2010, la popolazione era di 1.225 abitanti.

### Etnie e minoranze straniere
Secondo il censimento del 2010, la composizione etnica della città era formata dal 62,7% di bianchi, il 24,7% di afroamericani, lo 0,0% di nativi americani, lo 0,1% di asiatici, lo 0,0% di oceanici, il 10,4% di altre razze, e il 2,1% di due o più etnie. Ispanici o latinos di qualunque razza erano il 20,9% della popolazione.